# Naic
Naic là đô thị của tỉnh Cavite, Philippines.

## Các barangay
Naic được chia ra thành 32 barangay.
- Bagong Kalsada
- Balsahan
- Bancaan
- Bucana Malaki
- Bucana Sasahan
- Captain Ciriaco Nazareno (Pob.)
- Calubcob
- Gomez-Zamora
- Gugo
- Halang
- Humbac
- Ibayo Estacion
- Ibayo Silangan
- Kanluran Rizal
- Labac
- Latoria
- Mabolo
- Makina
- Malainen Bago
- Malainen Luma
- Molino
- Munting Mapino
- Muzon
- Palangue Central
- Palangue 2 (Palangue Adlawan)
- Chelsea (Palangue 3)
- Sabang
- San Roque
- Santulan
- Sapa
- Timalan Balsahan
- Timalan Concepcion